# Martin Jol
Maarten Cornelis "Martin" Jol, född 16 januari 1956 i Den Haag i Nederländerna, är en nederländsk fotbollsspelare och fotbollstränare.
Martin Jol har gjort sig känd som en duktig taktiker och för sin förmåga att lyfta fram unga talanger. Han hyllar anfallsglad fotboll. 2004 anställdes Martin Jol som assisterande tränare i Londonklubben Tottenham Hotspur FC. Efter bara några månader fick han ta över som huvudtränare, Head Coach, i Tottenham när fransmannen Jacques Santini avgick. Martin Jol, som passande nog har varit fanatisk Tottenhamsupporter sedan han var liten, förde snabbt upp klubben till toppskiktet i engelsk fotboll igen. Tottenhamfansen gav Martin Jol smeknamn som Tony Soprano och The Godfather på grund av hans gangsterbossliknande utseende och lugn, den lite cigarrhesa rösten och hans rappa kommentarer, ofta kryddade med dräpande humor.
Säsongerna 2005/2006 och 2006/2007 slutade Tottenham på en femteplats. Efter en svag inledning 2007/2008 fick Jol sparken den 25 oktober 2007. Bara någon månad senare kom självbiografin Martin Jol: The Inside Story ut i England. I april 2008 blev Martin Jol klar som ny tränare för Hamburger SV. Den 22 maj 2009, efter en lyckad sejour i Hamburger SV, engagerades Martin Jol som ny tränare för AFC Ajax där han efterträdde Marco van Basten. Under tiden med laget vann Ajax den Nederländska cupen samt kvalade in till gruppspelet i UEFA Champions League. Den 7 december 2010 avgick Jol som tränare för Ajax. Den 7 juni 2011 presenterades Martin Jol som ny tränare för Fulham FC.
Under världsmästerskapen i fotboll i Tyskland, sommaren 2006, arbetade Martin Jol som expertkommentator för BBC (BBC Five Live) samt skrev krönikor för The Times.